# Афанасий (Сфакианос)
Епископ Афанасий Сфакианос (греч. Επίσκοπος Αθανάσιος Σφακιανός; 5 июня 1907, Тенедос — 30 июня 1953, Александрия) — епископ Александрийской православной церкви, титулярный епископ Мареотидский, викарий Папы и Патриарха Александрийского и всей Африки.

## Биография
Родился 5 июня 1907 года на острове Тенедос (ныне — Турция). В 1920 переехал в Александрию.
29 июня 1928 года был рукоположён Патриархом Александрийским Мелетием II в сан диакона, после чего определён служить в клир Патриаршей Церкви Святого Саввы в Александрии. В 1929—1930 годы служил в Хартуме (Судан).
В 1930—1934 годы обучался на Богословском факультете Афинского университета, одновременно служа в клире Афинской архиепископии.
В 1934 году, по возвращении в Александрию, назначен ипограматеем (младшим секретарём) Священного Синода Александрийской православной церкви.
11 октября 1936 года Патриархом Александрийским Николаем V рукоположён в сан пресвитера. 10 декабря того же года возведён в сан архимандрита.
27 ноября 1937 года назначен гипограматеем (главным секретарём) Александрийского Патриархата.
21 ноября 1942 хиротонисан в титулярного епископа Мареотидского, викария Папы и Патриарха Александрийского Христофора II. Хиротонию совершили: Патриарх Александрийский Христофор II, митрополит Триполийский Феофан (Мосхонас), митрополит Леонтопольский Константин (Кацаракис), митрополит Ермопольский Евангел (Псиммас) и митрополит Нубийский Анфим (Сискос). Служил Патриаршим эпитропом Александрии.
В феврале 1945 года вместе с Патриархом Александрийским Христофором II был гостем на Поместном Соборе Русской православной церкви. Участвовал в интронизации Патриарха Московского и всея Руси Алексия II.
Скончался 30 июня 1953 года в Александрии.

## Сочинения
- Αθανάσιος (επίσκοπος Μαρεώτιδος). Αναμνήσεις από το εις Λίβανον ταξείδιόν μου. Σελ. 30. Τυπογραφείον «Ανατολή», Αλεξάνδρεια, 1952.[3]